# Gerard Kelly
Gerard Kelly  (27 de maio de 1959 - 28 de outubro de 2010) foi um ator escocês, que apareceu em muitas comédias, principalmente na City Lights, Rab C. Nesbitt e Scotch and Wry.